# L'anno della morte di Ricardo Reis
L'anno della morte di Ricardo Reis (O ano da morte de Ricardo Reis) è un romanzo dello scrittore portoghese Premio Nobel José Saramago, pubblicato nel 1984 presso l'editore "Caminho".
Nel periodo che precede l'ideazione del romanzo, lo scrittore stava affrontando lo studio di Fernando Pessoa e con Pessoa quello di uno dei suoi eteronimi, Ricardo Reis.
Di questo personaggio Pessoa voleva scrivere una vera biografia; il poeta infatti gli aveva dato una data di nascita (1887) ma non una di morte, un'educazione gesuita ed una professione, quella di medico, a rivestire questa figura di carne e sentimenti facendogli vivere una vita sociale e sentimentale, e lo farà assistere ad eventi tragici.
Il romanzo è il frutto di un approfondito studio della storia e per questo può essere considerato un romanzo storico.

## Trama
Lo sfondo è il 1936, a poco meno di tre anni dalla Seconda Guerra Mondiale, anno dell'esplosione della guerra di Spagna, che porterà all'instaurazione della dittatura fascista di Francisco Franco ed alla morte di Ricardo Reis.
Lisbona, 1936. In Francia governa il Fronte Popolare, mentre in Italia sta ottenendo un diffuso successo Benito Mussolini. In Germania viene intanto acclamato Hitler e in Spagna esplode la Guerra civile. In Brasile le notizie giungono attraverso i  giornali e i racconti degli emigranti. È in questo contesto storico che il medico Riccardo Reis torna in Portogallo dopo sedici anni di vita in Brasile appena saputo della morte dell'amico Fernando Pessoa. Il vivo ed il morto si incontreranno più volte, in un ambiguo rapporto esistenziale.

## Edizioni italiane
- L'anno della morte di Ricardo Reis, traduzione di Rita Desti, Collana I Narratori, Milano, Feltrinelli, 1985,  p. 324, ISBN 88-07-01311-8.
- L'anno della morte di Ricardo Reis, Collana ET Scrittori, Torino, Einaudi, 1996,  p. 400, ISBN 978-88-06-14144-8.
- in  Romanzi e racconti, 1977-1984, a cura di Paolo Collo, collana I Meridiani, Milano, Mondadori,  pp. 1139-1582, ISBN 88-04-46939-0.
- L'anno della morte di Ricardo Reis, Collana UEF n.2170, Milano, Feltrinelli, 2010,  p. 361, ISBN 978-88-07-72170-0.